# Costa Deliziosa
Costa Deliziosa è una nave da crociera della compagnia genovese Costa Crociere.

## Storia
Costruita presso lo stabilimento Fincantieri di Porto Marghera è stata battezzata a Dubai il 23 febbraio 2010. 
Il 28 dicembre 2011 è salpata dal porto di Savona per la crociera Giro del Mondo, della durata di 100 giorni che ha ripetuto anche nel 2013, 2014 e 2020, 2023.
Il 19 maggio 2014 si verifica un grave guasto elettrico pochi minuti prima della partenza dal porto di Valencia. Gli oltre 2000 passeggeri, impossibilitati a proseguire il viaggio verso Civitavecchia e Savona, sono stati quindi costretti a rientrare a casa anticipatamente.
Durante la crociera Giro del Mondo a marzo 2020 un passeggero della Costa Deliziosa ebbe un malore. La nave venne rifiutata da molti porti europei per essere infine accettata dalla città di Marsala. La nave,superando le dimensioni massime consentite per accedere al Porto di Marsala, fu ancorata a 2 km di distanza dalla costa. Il passeggero venne sbarcato con una scialuppa di salvataggio e portato all'ospedale Paolo Borsellino. Dopo uno scalo a Barcellona, la crociera terminò con lo scalo a Genova il 22 Aprile 2020.
Costa Deliziosa è stata la prima nave di Costa Crociere a riprendere le operazioni dopo lo stop alle crociere dovuto al Coronavirus con un itinerario tutto italiano da Trieste il 5 settembre 2020.
La nave è stata oggetto di una importante operazione di manutenzione, aggiornamento e ammodernamento nel 2024 a Trieste presso Fincantieri nel mese di novembre.

## Caratteristiche
Per le sue dimensioni è una nave panamax (come la Costa Atlantica, la Costa Mediterranea e la gemella Costa Luminosa), cioè in grado di transitare per il canale di Panama anche prima che questo venisse ampliato nel 2016. 
A bordo sono presenti 1 130 cabine il 68% delle quali con balcone privato, per un massimo di 2 826 passeggeri. I servizi a bordo comprendono 4 ristoranti, tre piscine (una con copertura semovente, una esterna ed una interna nell'area Samsara Spa), il centro di bellezza presente sulle ultime unità Costa Crociere, un cinema 4D e un simulatore di Formula Uno.
È decorata con vetro di Murano e acciaio lucido. Nell’atrio delle Delizie al ponte 3 è esposta una grande statua di Arnaldo Pomodoro denominata "Sfera".

### I ponti diCosta Deliziosa
I 12 ponti passeggeri hanno ciascuno il nome di un fiore ornamentale:
- Ponte 1: Narciso
  - cabine ospiti
- Ponte 2: Gardenia
  - Teatro Duse, a prua
  - Grand bar Mirabilis, a prua
  - Atrio delle Delizie, a centro nave
  - Ristorante Albatros, a poppa
- Ponte 3: Azalea
  - Teatro Duse, a prua
  - Galleria negozi, a prua
  - Atrio delle Delizie, a centro nave
  - Ristorante Albatros, a poppa
- Ponte 4: Camelia
  - cabine ospiti
- Ponte 5: Giglio
  - cabine ospiti
- Ponte 6: Ortensia
  - cabine ospiti

- Ponte 7: Ibisco
  - cabine ospiti
- Ponte 8: Petunia
  - cabine ospiti
- Ponte 9: Orchidea
  - Centro Benessere Samsara, a prua
  - Lido Azzurro Blu, a centro nave
  - Ristorante Buffet Muscadins, a centro nave
  - Lido Acqua Regina, a poppa
- Ponte 10: Magnolia
  - Centro Benessere Samsara, a prua
  - Ristorante Club Deliziosa, a centro nave
  - Scuderia Costa, a centro nave
- Ponte 11: Fuxia
  - Area Peppa Pig, a prua
  - Campo da gioco, a centro nave
- Ponte 12: Girasole

## Navi gemelle
- Carnival Luminosa (già Costa Luminosa)
- Queen Elizabeth
- Queen Victoria

## Galleria d'immagini

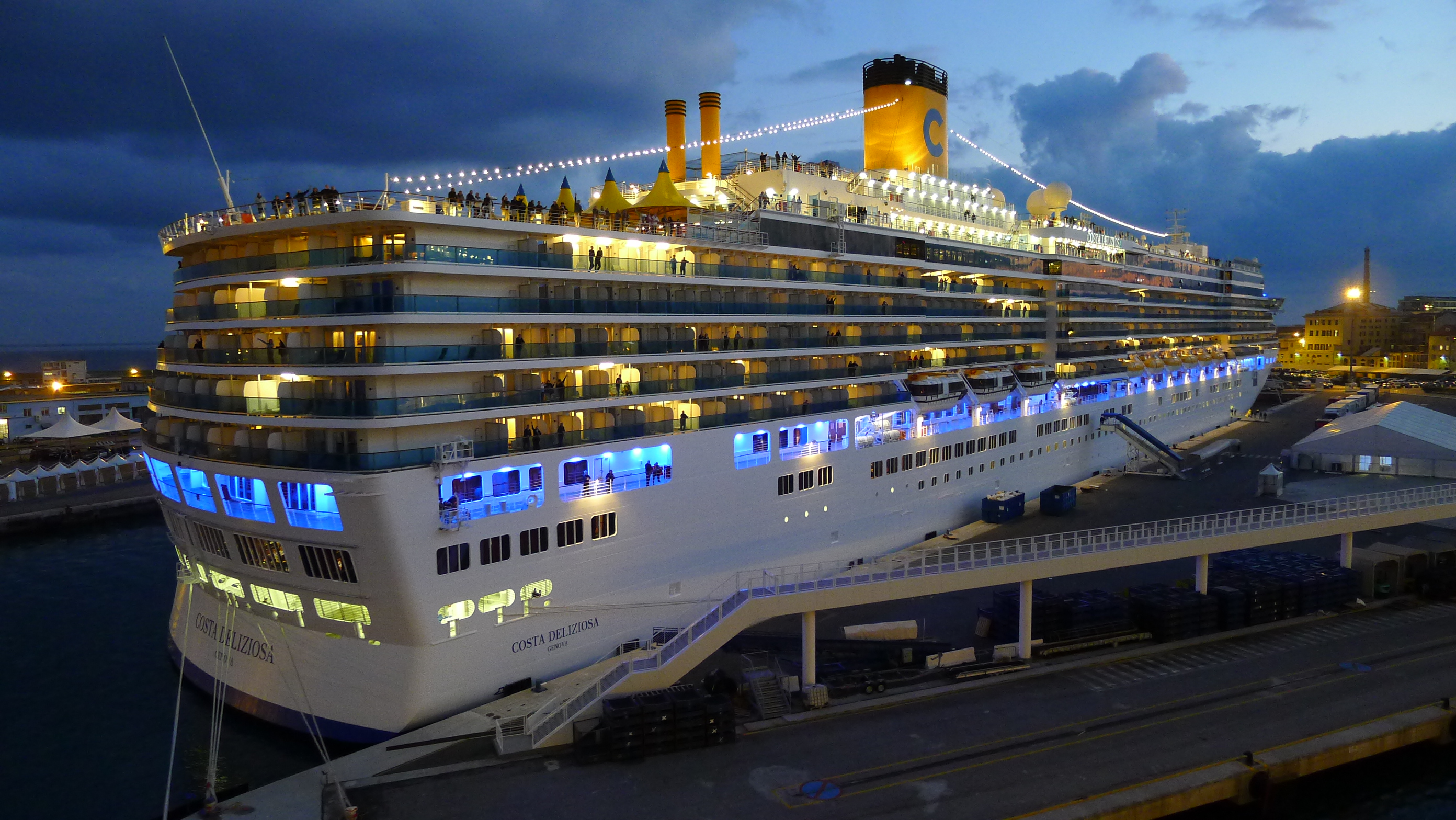
Costa Deliziosa nel porto di Savona
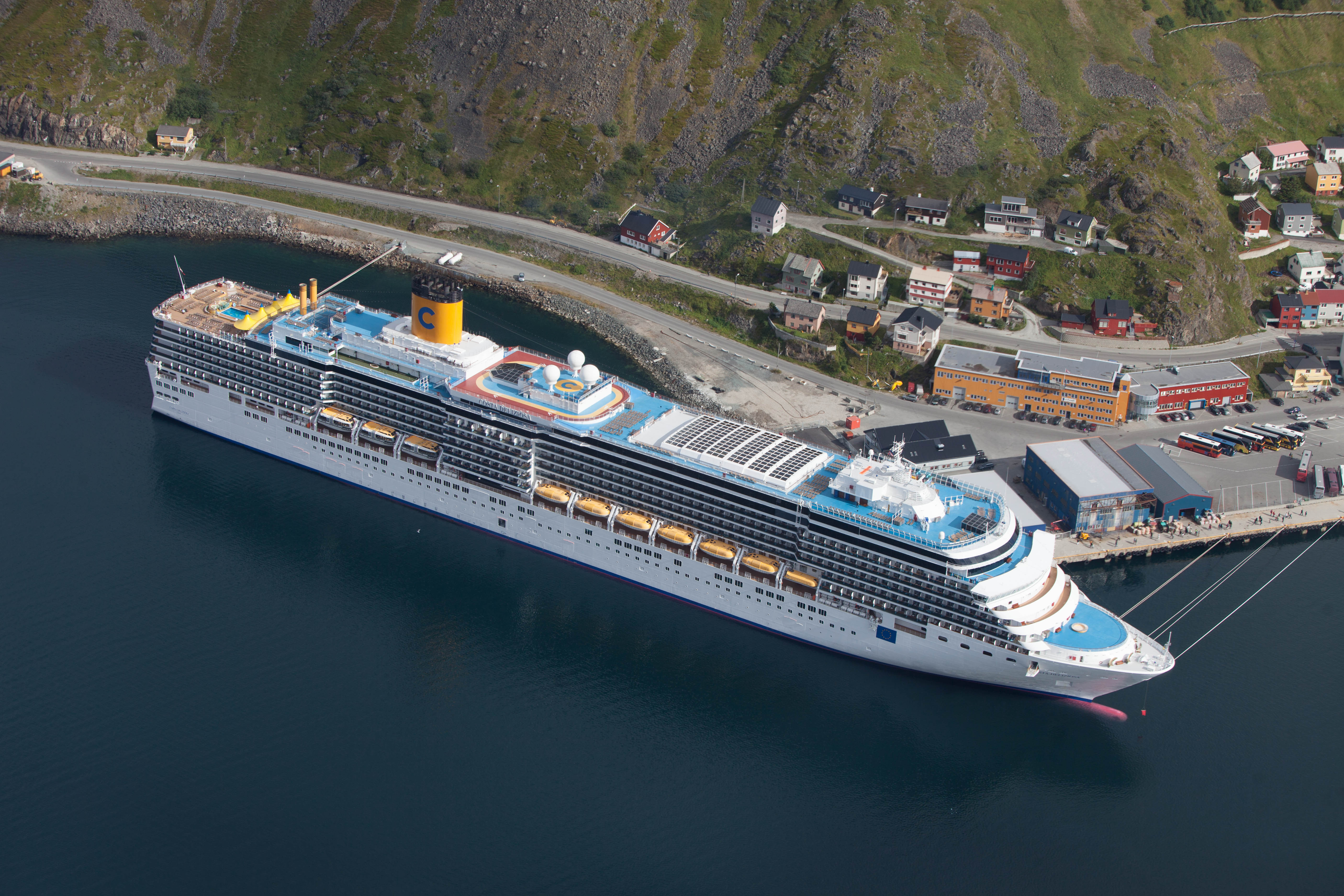
Vista dall'alto della nave
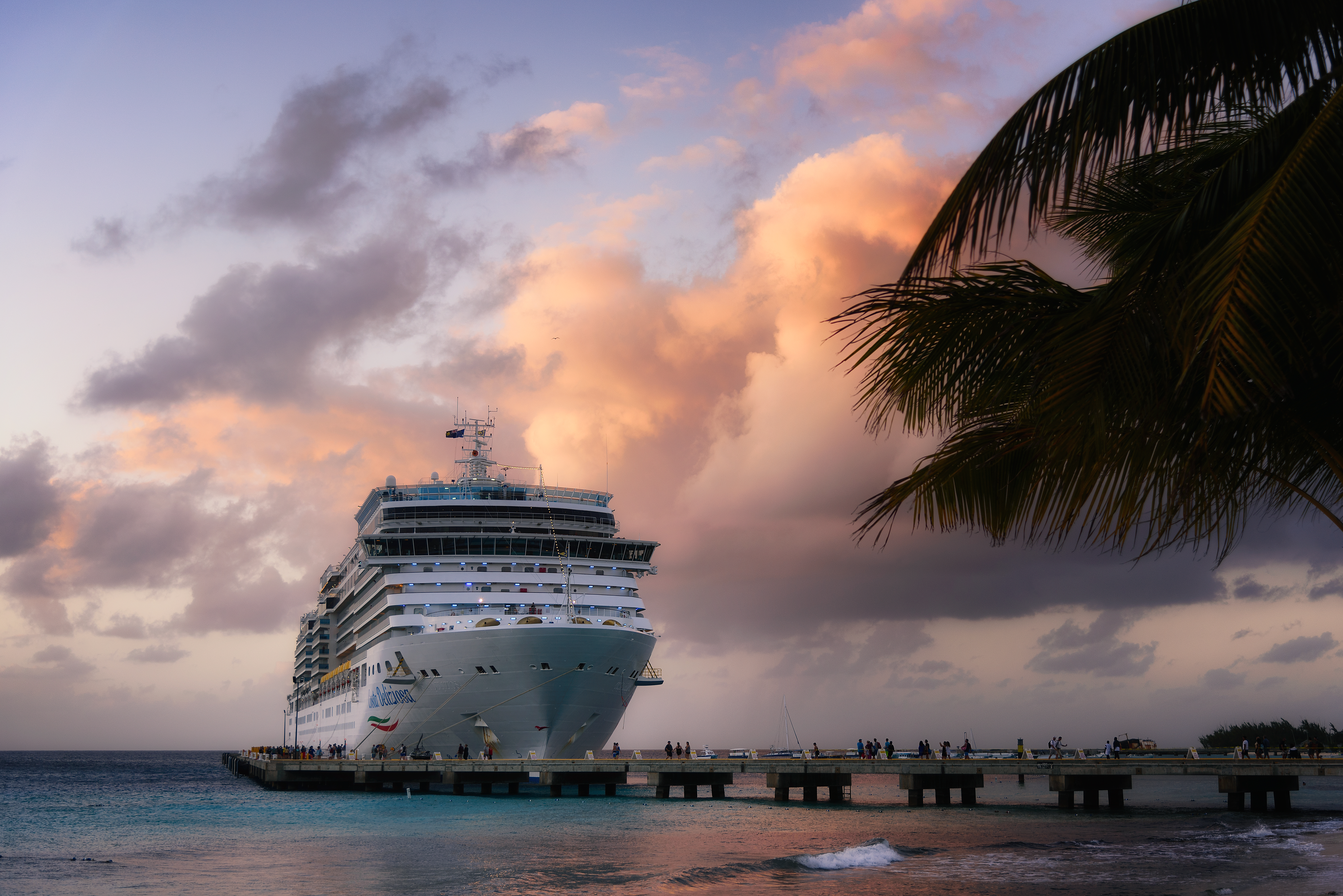
Costa Deliziosa con la nuova livrea nel 2018